# Guénégoré
Guénégoré est une localité et une commune rurale malienne de l'arrondissement central de Kéniéba dans la cercle de Kéniéba et la région de Kayes.

## Villages
La commune s'étend sur 8 localités relevées lors du recensement général de 2009. 
Les villages les plus peuplés sont :
- Guénégoré (2 754 habitants)
- Dialakoto (995 habitants)
- Toumboun (806 habitants)

En 2023, la loi 2023-007 attribue à la commune 8 villages, fractions ou quartiers  :
- Guénégoré
- Dialakoto
- Komboréa
- Tambafinia
- Gambéré
- Kassou
- Toumboun
- Balandougou